# .bb
bb. هو نطاق إنترنت من صِنف مستوى النطاقات العُليا في ترميز الدول والمناطق، للمواقع التي تنتمي لباربادوس. تمت إدارة العنوان الرئيسي من عدة إدارات منذ إنشائه.